# Марана (Аризона)
Марана (енгл. Marana) град је у америчкој савезној држави Аризона. По попису становништва из 2010. у њему је живело 34.961 становника.

## Демографија
Према попису становништва из 2010. у граду је живело 34.961 становника, што је 21.405 (157,9%) становника више него 2000. године.
| Група             | 2000.         | 2010.          |
| Белци             | 9.718 (71,7%) | 24.050 (68,8%) |
| Афроамериканци    | 392 (2,9%)    | 874 (2,5%)     |
| Азијати           | 334 (2,5%)    | 1.322 (3,8%)   |
| Хиспаноамериканци | 2.663 (19,6%) | 7.730 (22,1%)  |
| Укупно            | 13.556        | 34.961         |